# Куп Меркосур
Куп Меркосур (Copa Mercosur) је фудбалско клупско такмичење у организацији Конмебола (Јужноамеричке фудбалске конфедерације). У такмичењу су учествовали клубови из земаља у јужном делу Јужне Америке: Аргентина, Бразил, Чиле Парагвај и Уругвај. Државе из северног дела континента играли су у Купу Мерконорте.
Куп је трајао само четири године од 1998. до 2001. У првој фази такмичење се одвијало по двоструком лига систему унутар група од по четири тима. У другој фази текмичења, победници група су разигравали по куп систему.

## Освајачи купа
| Год. | Клуб                          | Држава    | укупан рез.      | Држава | Клуб                     | 1. утак. | 2. утак. |
| ---- | ----------------------------- | --------- | ---------------- | ------ | ------------------------ | -------- | -------- |
| 1998 | Палмеирас, Сао Пауло          | Бразил    | 1 - 0            | Бразил | Крузеиро, Бело Хоризонте | 1-2      | 3-1      |
| 1999 | Фламенго, Рио де Женеиро      | Бразил    | 7 - 6            | Бразил | Палмеирас, Сао Пауло     | 4-3      | 3-3      |
| 2000 | Васко да Гама, Рио де Женеиро | Бразил    | 4 - 3            | Бразил | Палмеирас, Сао Пауло     | 2-0      | 0-1      |
| 2001 | Сан Лоренсо, Буенос Ајрес     | Аргентина | 1-1 4 - 3 (пен.) | Бразил | Фламенго Рио де Женеиро  | 0-0      | 1-1      |

1. 1 2  пошто је резултат у победама био 1:1 играла се трећа утакмица

## Успеси по клубовима
- Палмеирас: 1 (1998)
- Фламенго: 1 (1999)
- Васко да Гама: 1 (2000)
- Сан Лоренсо: 1 (2001)

## Успеси по земљама
- Бразил: 3 (1998 — 2000)
- Аргентина: 1 {2001}